# Geocentrisk världsbild

Geocentrism (ovan) och heliocentrism (nedan)

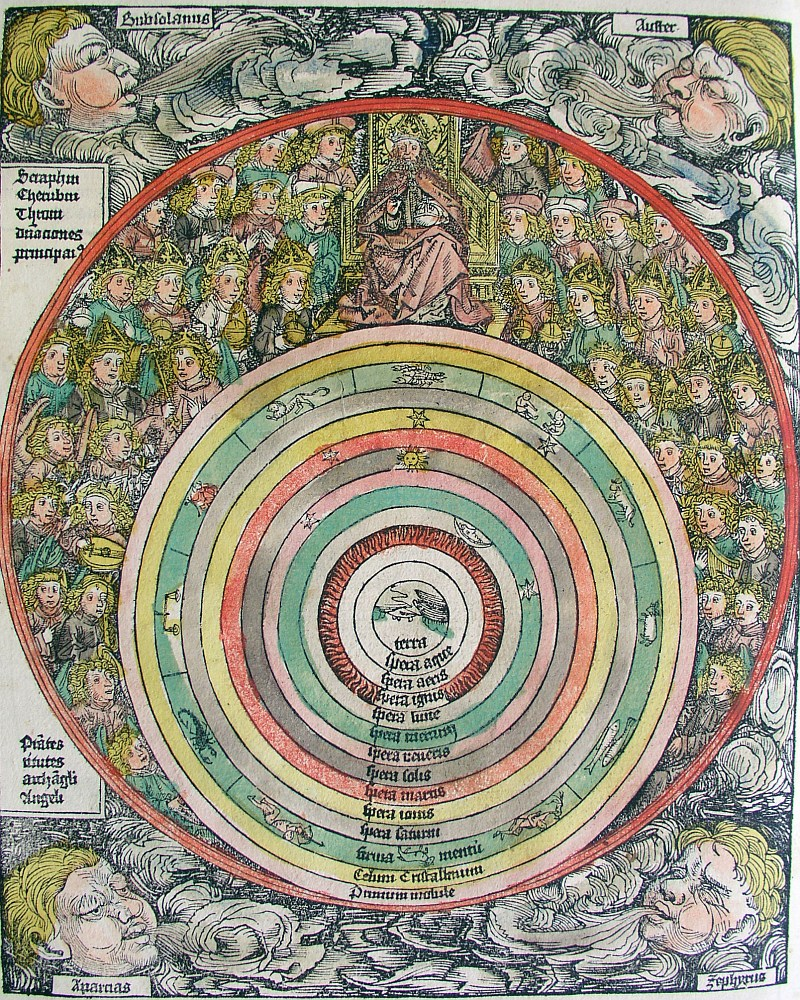
Bild från 1493 (Nürnbergkrönikan).

Den geocentriska världsbilden  var den vanliga synen på universums uppbyggnad under antiken och medeltiden, innan den heliocentriska världsbilden fick genomslag på 1500-talet och 1600-talet. Geocentrism går ut på att jorden befinner sig i centrum av universum och att solen och planeterna kretsar kring den i cirklar eller sfärer. Astronomen Klaudios Ptolemaios cirka 150 e.Kr. beskrev planeternas rörelser över himlavalvet med epicykler och deferenter, och man talar därför även om den ptolemaiska världsbilden.
Det var i sitt verk Om himlakropparnas kretslopp, publicerat 1543, som Copernicus beskrev hur jorden roterar kring sin axel, och hur den och de andra planeterna cirkulerar kring solen (den heliocentriska världsbilden). Detta stod i strid mot den vedertagna uppfattningen att jorden utgjorde världens mitt med sol, måne och de andra planeterna i banor runt detta centrum, vilket var grundat på vad Aristoteles och Ptolemaios hävdade under antiken.
Idag råder det inga tvivel om att solen innehåller det masscentrum som jorden roterar runt, samtidigt som solen roterar runt det svarta hål som finns i masscentrum av Vintergatan. Att jorden sedan roterar runt solen visas enklast genom till exempel parallax, men även av Newtons gravitationsformler.   
En himlakropps geocentriska position är himlakroppens position i förhållande till jorden. Om positionen ges i förhållande till solen kallas den positionen himlakroppens heliocentriska position. Det är bara en förflyttning av koordinatsystemets origo. På samma sätt kan man skapa en joviansk modell med Jupiter i systemets centrum. Titius-Bodes lag är formulerad med ett heliocentriskt solsystem i åtanke. Beräkningar av Sven-Ingmar Ragnarsson från 1994 visar dock att lagen stämmer bättre överens med de verkliga avstånden i en joviansk modell.
Det fanns på 1500-talet vetenskapsmän, bland annat Tycho Brahe som visade på vetenskapliga bevis för en geocentrisk världsbild. Det går nämligen att med även med blotta ögat se en diameter på de starkare stjärnorna, de ser inte helt punktformiga ut, men det är en optisk effekt man förstod först på 1800-talet. Om man antar att stjärnorna har en diameter som liknar solen kan man räkna ut ungefärligt avstånd till stjärnorna, grovt räknat några ljusdygn. Men i så fall måste dessa stjärnor ha en skenbar cirkelrörelse, en parallax, vilket man inte kunde se. I verkligheten är stjärnornas skenbara storlek en illusion, och deras avstånd stora och deras parallax så liten att den mättes först på 1830-talet. Ett annat argument för en geocentrisk världsbild var hur jorden i så fall kan röra sig i en cirkelbana. Man antog att solen och planeterna var fästa på en glassfär, eftersom man inte förstod gravitationen. Men jorden är ju inte fäst vid en glassfär, alltså måste den vara stilla i rymden. Isaac Newton beskrev på 1600-talet gravitationen och visade att den stämde med den heliocentriska världsbilden men inte med den geocentriska. Ett viktigt bevis mot glassfärerna var upptäckten 1610 av Jupiters månar, som gick runt Jupiter.

## Nutida geocentrisk världsbild
Även om det finns många och tydliga bevis för den heliocentriska världsbilden så finns vissa som motsätter sig den av antingen religiösa eller andra utomvetenskapliga skäl. Några menar att bibeln stödjer en geocentrisk världsbild, utan att det uttryckligen står så. Till exempel predikades ännu denna världsbild i Missourisynoden fram till tidigt 1900-tal.